# Popielówek
Popielówek (niem. Hennersdorf) – wieś w Polsce położona w województwie dolnośląskim, w powiecie lwóweckim, w gminie Lubomierz.

## Położenie
Popielówek to niewielka wieś łańcuchowa leżąca na Pogórzu Izerskim, we Wzgórzach Radomickich, na wysokości około 395–460 m n.p.m.

## Podział administracyjny
W latach 1975–1998 miejscowość administracyjnie należała do województwa jeleniogórskiego.

## Poligon i jednostka wojskowa
Do roku 2002 w okolicy wsi znajdował się czynny poligon wojskowy oraz jednostka wojskowa.

## Zabytki
Do wojewódzkiego rejestru zabytków wpisane są:
- zespół kościoła filialny pw. św. Katarzyny Aleksandryjskiej
  - kościół, z XVI w., 1766 r. Orientowany, murowany, jednonawowy, nakryty dachami dwuspadowymi i cebulastym chełmem na wieży[6].
  - ogrodzenie z budynkiem bramnym, z XVIII w.
  - cmentarz przy kościele, z XVI w.
  - dom przedpogrzebowy, z drugiej połowy XIX w.